# Run & Hide
Run & Hide – singiel niemieckiej piosenkarki Gracii Baur umieszczony na reedycji jej drugiego albumu studyjnego zatytułowanego Think of Me z 2005. Piosenkę napisali David Brandes, Jane Tempest i John O’Flynn.
W lutym 2005 piosenka znalazła się w stawce konkursowej programu Germany 12 Points wyłaniającego utwór reprezentujący Niemcy w 50. Konkursie Piosenki Eurowizji. 12 marca został zaprezentowany przez Baur w finale selekcji jako ósmy w kolejności i zajął pierwsze miejsce po zdobyciu łącznie 52,8% głosów telewidzów, dzięki czemu został przez nią wykonany w finale konkursu organizowanego w Kijowie. Po finale selekcji producent piosenkarki David Brandes został posądzony o manipulację wynikami sprzedaży singla, co miało pomóc utworowi dotarcie na krajową listę przebojów, a co za tym idzie – otrzymanie „dzikiej karty” od organizatorów eurowizyjnych eliminacji. Zdaniem Media Control GfK International, niemieckiej agencji przygotowującej m.in. cotygodniowe notowania piosenek, producent zawyżał wyniki sprzedaży zakupem dwóch tysięcy egzemplarzy singla. Agencja zdecydowała się na zbanowanie utworu na krajowych listach przebojów na czas trzech tygodni. Producenta poparła wówczas m.in. sama Baur, która dodała, że „w końcu to Niemcy głosowali na piosenkę, a nie pozycja na listach przebojów”. W kwietniu niemiecki dziennik „Bild” przygotował petycję, w której zachęcał Baur do rezygnacji z udziału w konkursie. List otwarty podpisało także kilku wcześniejszych reprezentantów Niemiec w konkursie, w tym m.in. Ireen Sheer (1978), Nicole (1982), Nino De Angelo (1989), Guildo Horn (1998), Corinna May (2002) i Lou (2003). Piosenka została zaprezentowana przez Baur w finale konkursu rozgrywanego 21 maja i zajęła ostatnie, 24. miejsce z 4 punktami na koncie.

## Lista utworów
CD single
1. „Run & Hide” (Radio Edit) – 3:56
2. „Run & Hide” (Extended Version) – 9:17
3. „Run & Hide” (Unplugged Version) – 3:45

- Teledysk do „Run & Hide”

## Notowania na listach przebojów
| Kraj    | Lista (2005)   | Najwyższe miejsce |
| ------- | -------------- | ----------------- |
| Niemcy  | Singles Top 50 | 20                |
| Austria | Singles Top 75 | 57                |